# Louis Charles René Vérité
Louis Charles René Vérité est un homme politique français né le 15 mars 1753 à La Ferté-Bernard (Sarthe) et décédé le 11 mai 1836 au même lieu.
Administrateur du district, il est député de la Sarthe de 1791 à 1792. Il siège avec les modérés et s'occupe de finances. Il est sous-préfet de Mamers pendant les Cent-Jours, en 1815.

## Sources
- « Louis Charles René Vérité », dans Adolphe Robert et Gaston Cougny, Dictionnaire des parlementaires français, Edgar Bourloton, 1889-1891 [détail de l’édition]